# Giardino del gigante
Il giardino del gigante è un parco artistico situato a Cento, in via Ottorino Respighi, creato dall'artista Marco Pellizzola.

## Storia
Il giardino è stato realizzato tra il 2000 e il 2006 su una superficie di 1,3 ettari. L'inaugurazione è avvenuta il 20 maggio 2006.

## Descrizione
Sono presenti grandi sculture, ispirate da una fiaba scritta dalla figlia dell'artista stesso, realizzate in mosaico ceramico ispirandosi alle panchine del Parco Güell di Barcellona realizzate da Antoni Gaudí.
Le opere artistiche (una lucertola lunga 30 metri, una gabbia alta 10 metri e larga 5 metri, una foglia lunga 11 metri e alta 6 metri e un gigantesco merlo di 13 metri) collocate in questa oasi urbana si caratterizzano per lo loro pittoricità e lumininosità, che ricordano un mondo fiabesco e colorato inserito nella natura peculiare del Polesine.

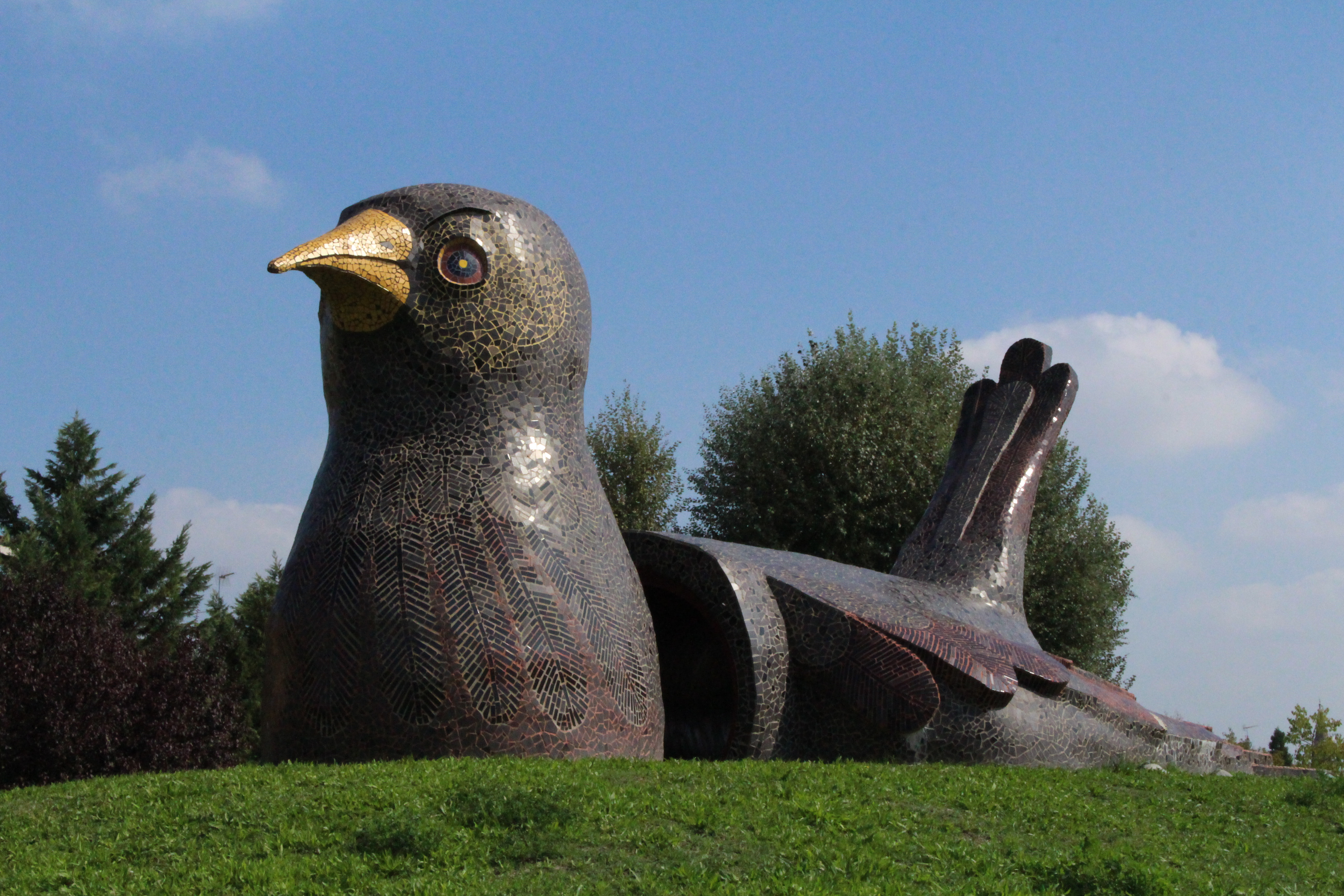
Il merlo
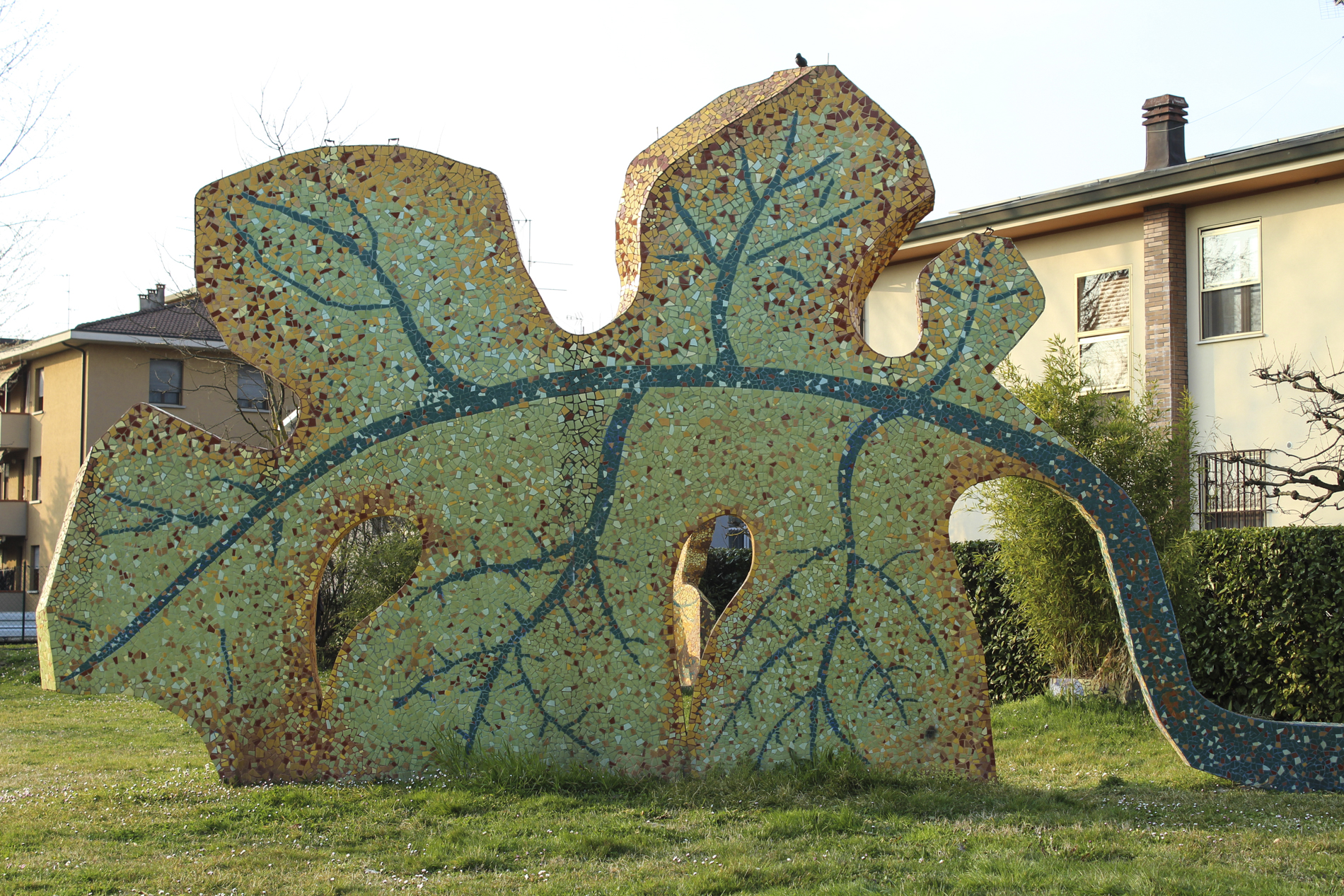
La grande foglia
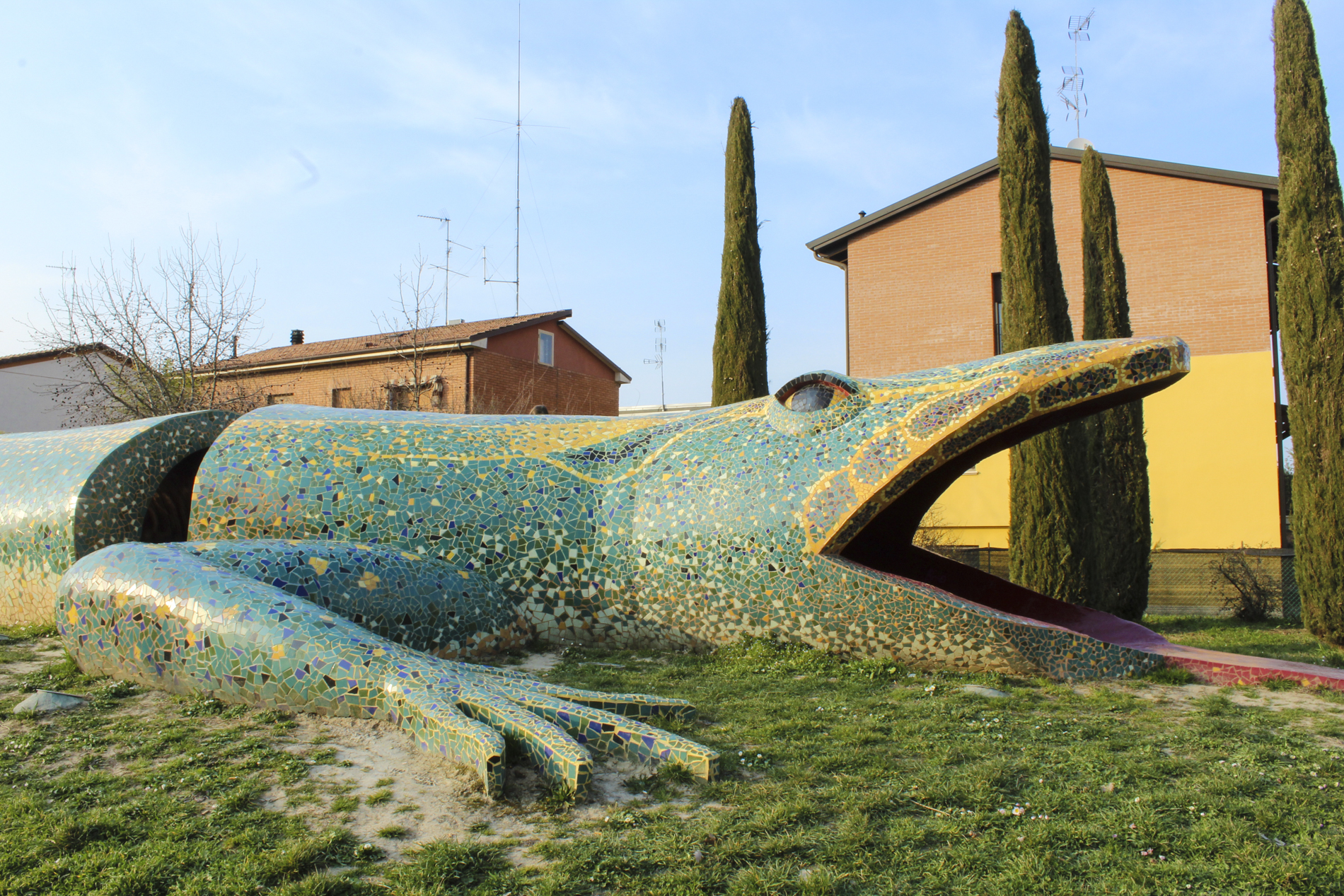
Il lucertolone
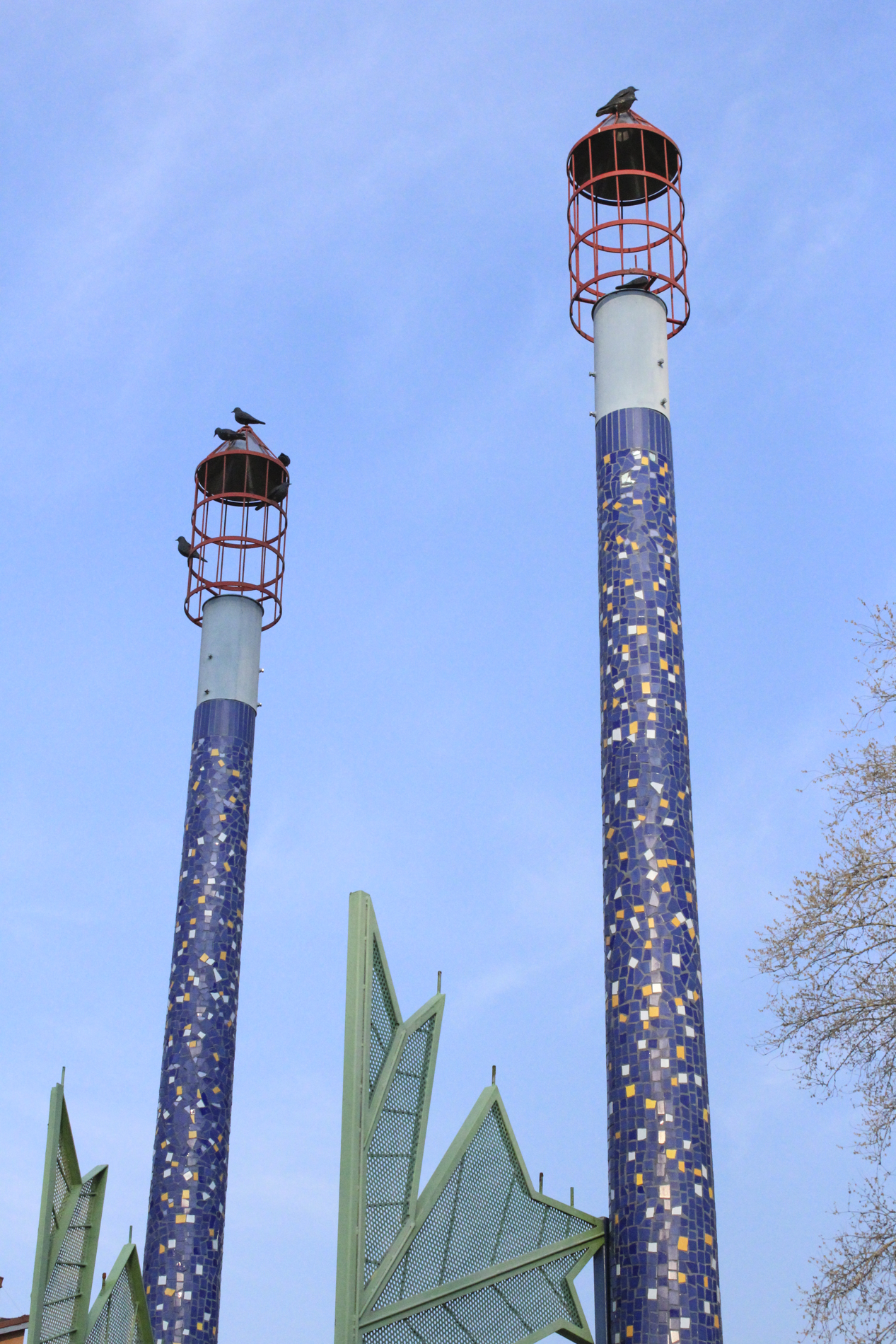
Lampioni